# Nördliche Innenstadt
La Nördliche Innenstadt (letteralmente: "parte settentrionale della città interna") è un quartiere della città tedesca di Potsdam.